# Jean-Baptiste-Joseph Bouvier
Pour les articles homonymes, voir Bouvier et Famille Galmiche (Bouvier).
Jean-Baptiste-Joseph Bouvier, dit le « Baron Bouvier », né le 9 avril 1770 à Vesoul et tué le 18 novembre 1812 lors de la bataille de Krasnoï en Russie, est un militaire français des XVIIIe et XIXe siècles créé baron d'Empire par Napoléon (lettres patentes du 14 avril 1810).
Il se fait remarquer pour sa combativité notamment au siège de Tarragone, il est promu officier dans l'ordre de la Légion d'Honneur.

## Biographie
Jean-Baptiste-Joseph Bouvier né le 9 avril 1770 est le fils de Claude Joseph Bouvier, marchand à Vesoul, originaire de Poligny (Jura) et de Jeanne Barbe Leclerc issue elle aussi d'une famille de marchands implantés à Vesoul dès la fin du XVIIe siècle, originaires de Lorraine.
Le jeune Bouvier étudie le droit mais préfère une carrière militaire en entrant en avril 1793 à l'École d'application de l'artillerie et du génie.
En avril 1800, il épouse à Quers Claudine Marguerite de Mailly de Châteaurenaud, fille aînée d'Antoine Mailly. Ils ont un fils Hippolyte né à Vesoul en 1802. Un autre enfant décède en bas âge.

## Carrière militaire
La carrière militaire de Jean Bouvier est caractérisée par une évolution rapide de ses grades dès son entrée dans l'armée en 1793 : élève sous-lieutenant à l'École du génie de Metz le 1er avril 1793, lieutenant le 1er août puis capitaine le 16 décembre.
Il est envoyé dans l'Armée du Nord et contribue en août 1794 à la défense de la place du Quesnoy où il est grièvement blessé.
En l'An V, il rejoint l'Armée d'Italie puis l'année suivante l'Armée d'Helvétie.
Jean Bouvier revient en Italie et participe à la prise du fort de Bard, il se fait remarquer à la tête des troupes destinées pour le premier assaut, et il se signale encore au siège de Peschiera.
Chef de bataillon le 10 floréal an X, et employé dans diverses places d'Italie de cette date à la fin de l'an XI, il fit ensuite les campagnes des ans XII et XIII avec l'armée des côtes de l'Océan, et reçut le 25 prairial an XII la décoration de chevalier de la Légion d'honneur.
Pendant les guerres de l'an XIV à 1807, il est attaché au 3e corps de la Grande Armée et est chargé du commandement de son arme en Dalmatie.
Dépêché en Espagne en 1808, il est promu le 2 juin 1809 au grade de major dans l'Armée de Catalogne. Appelé à la fin de 1809 à l'armée d'Allemagne, il rejoint celle de Catalogne début 1810.
Il a été nommé colonel le 7 octobre 1810 et joue un rôle déterminant au siège de Tarragone par « sa hardiesse de conception et vigueur d'exécution ». Il est nommé officier de la Légion d'honneur le 6 août 1811. La compétence et la bravoure du colonel Bouvier lors du siège de Tarragone est reprise dans plusieurs publications françaises, allemandes, italiennes et anglaises notamment par le journaliste, historien et homme d’État français Adolphe Thiers avant qu'il ne soit Président de la République.

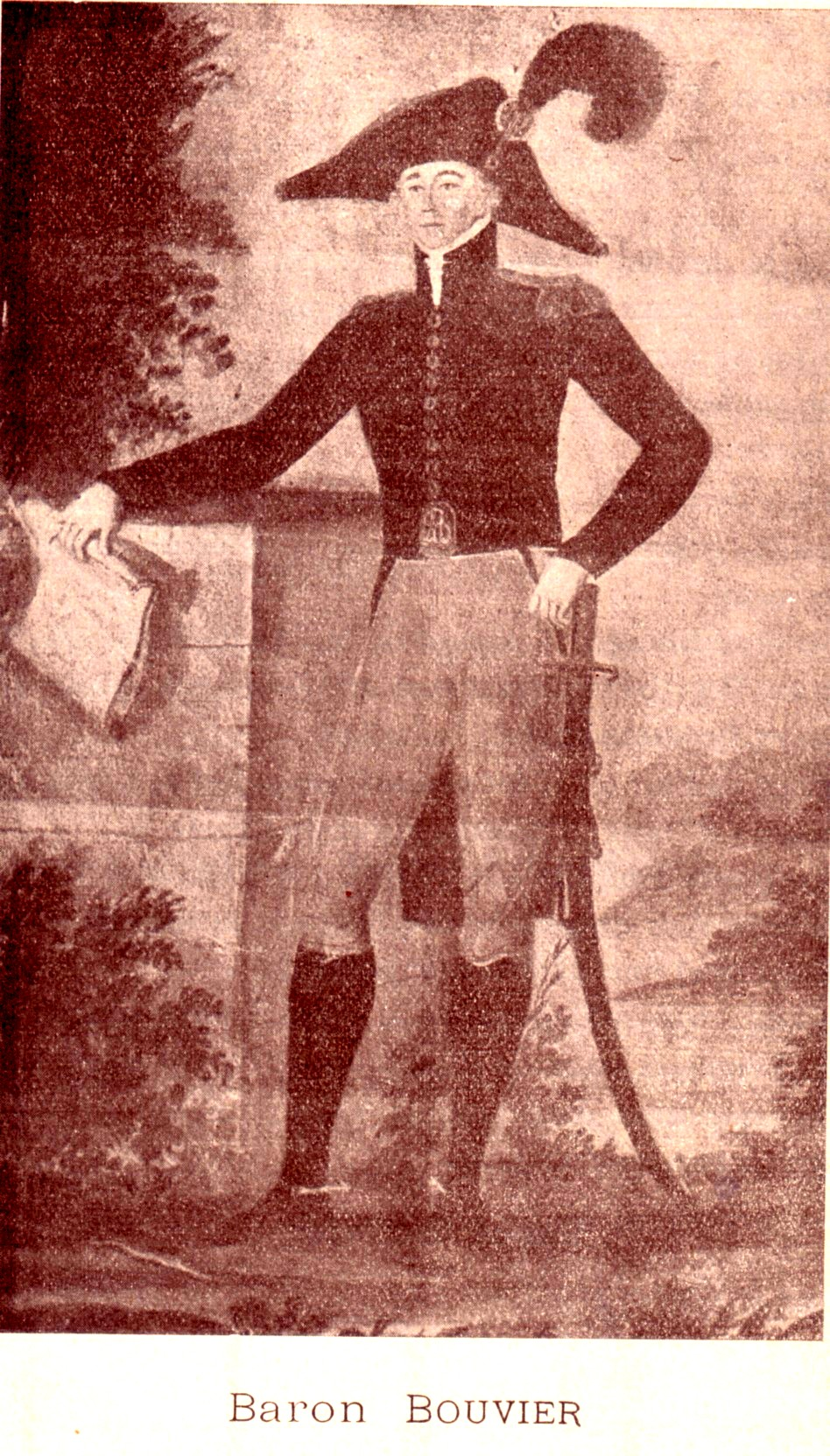
Gravure du Colonel Bouvier in Mémoires de la ville de Vesoul Louis Monnier (1909).

En avril 1812, le colonel prend part à la Campagne de Russie, occupe Smolensk et tombe au champ d'honneur lors de la Retraite de Russie près de Krasnoë le 18 novembre à l'âge de 42 ans.
Le général Jean-David Freytag lui rend hommage dans ses mémoires : « La mort du Colonel Bouvier fut une grande perte pour l’armée.
Cet estimable officier joignait aux talents militaires et à la grande instruction qu'exige l’arme dans laquelle il servait (le génie) une extrême activité et une bravoure à toute épreuve ».

## Distinctions
Napoléon Ier lui a conféré le titre de baron de l'Empire et les décorations honorifiques de Chevalier puis Officier de la Légion d'honneur.

### Armoiries
| Figure | Blasonnement |
|        | Armes du baron Bouvier et de l'Empire (décret du 15 août 1809, lettres patentes du 14 avril 1810 (Compiègne)) Écartelé : au premier d'or à la croix ancrée de gueules, au deuxième des barons tirés de l'armée ; au troisième d'azur à cinq étoiles d'argent en sautoir; au quatrième d'or au drapeau en bande de gueules, monté d'argent. Livrées : gril de fer, cramoisi, jaune et blanc. |

## Hommages

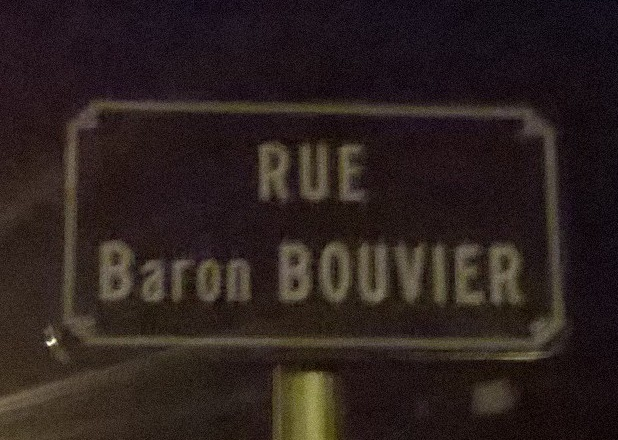
Plaque de rue Baron-Bouvier à Vesoul.

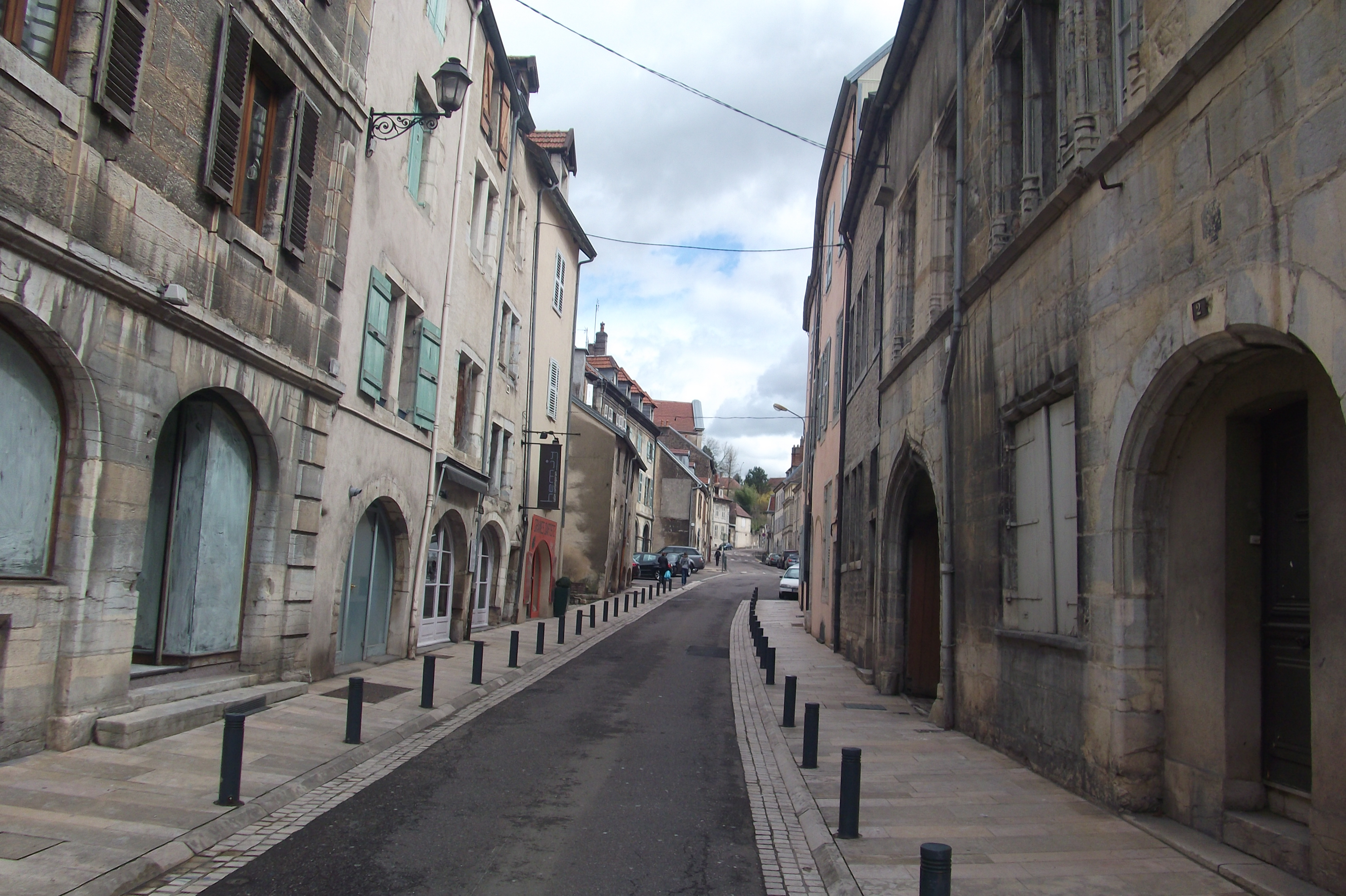
Rue Baron-Bouvier à Vesoul.

Une rue de Vesoul porte le nom Baron-Bouvier en hommage à son fils Hippolyte Bouvier qui, sans descendant, légua à la ville des biens importants.
Une rue du centre-ville de Dole (Jura) porte le nom de rue Baron Bouvier.